# Candida ishiwadae
Candida ishiwadae är en svampart som beskrevs av Sugiy. & Goto 1969. Candida ishiwadae ingår i släktet Candida, ordningen Saccharomycetales, klassen Saccharomycetes, divisionen sporsäcksvampar och riket svampar.   Inga underarter finns listade i Catalogue of Life.